# تفجير مكتب رئيس الوزراء الإيراني 1981
وقع تفجير مكتب رئيس الوزراء الإيراني السابق محمد جواد باهنر في 30 أغسطس 1981، مما أدى إلى مقتل الرئيس محمد علي رجائي ورئيس الوزراء محمد جواد باهنر وستة أشخاص آخرين. وقع الحادث بعد شهرين من تفجير هفت تير، بسبب انفجار حالة وجيزة رفعها أحد الأعضاء.
وقال المراقبون الغربيون أن منظمة مجاهدي خلق كانت على الأرجح مسؤولة عن الانفجار بسبب «ترسانتها وخبرتها في تكتيكات الإرهاب». وقد ثبت لاحقا أن الهجوم قام به مسعود كشميري، أمين مكتب باهنر وسكرتير المجلس الأعلى للأمن القومي. الذي كان في الواقع عاملا لمنظمة مجاهدي خلق الهاربين من البلاد بجوازات السفر المزيّفة بعد الهجوم.
وقد أعلن المجلس الرئاسي المؤقت خمسة أيام وطنية للحداد وتم اختيار آية الله مهدوي كني من قبل البرلمان رئيسا للوزراء المقبل.

## خلفية
منظمة مجاهدي خلق التي تأسست أصلا في عام 1965 من قبل الطلاب الإيرانيين اليساريين لمعارضة شاه بهلوي، استهدفت ثيوقراطية الخميني والحزب الجمهوري الإسلامي، بعد اندلاع الحرب بين إيران والعراق. وبعد أسبوع واحد من إزاحة أبو الحسن بني صدر في عام 1981، قصف مقاتلو منظمة مجاهدي خلق المقر الرئيسي لمكتب الحزب الجمهوري الإسلامي مما أدى إلى وفاة 70 عضوا رفيع المستوى. فاز محمد علي رجائي بالانتخابات مع المرشح لمنصب نائب الرئيس، محمد جواد باهنر حيث حصل على 91 في المائة من الأصوات الشعبية وتولى منصبه في 4 أغسطس 1981. وقامت منظمة مجاهدي خلق بتفجير مكتب باهنر بعد أقل من أربعة أسابيع.

## حدث

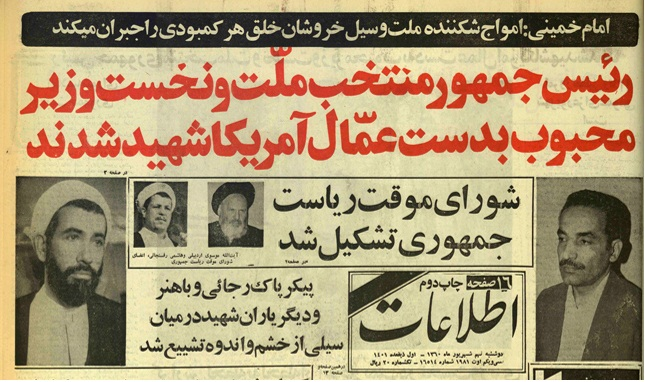
الصفحة الأولى لصحيفة "إطلاعات" بخصوص الحدث.

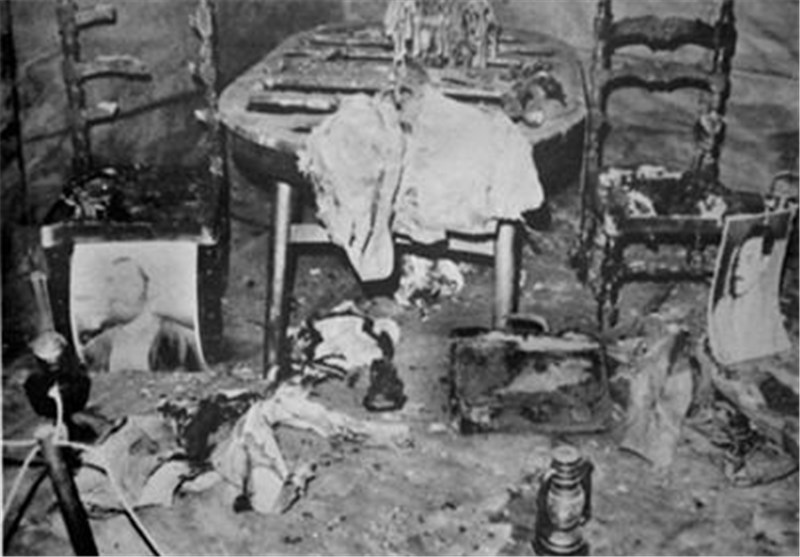
مكتب رئيس الوزراء الايرانى بعد انفجار عام 1981.

وقع الحادث بعد شهرين من تفجير هفت تير عندما قتل ثلاثة وسبعون من كبار المسؤولين في الجمهورية الإسلامية بمن فيهم رئيس المحكمة آية الله قاضي القضاة محمد بهشتى. وقال الناجون أن القنبلة انفجرت عندما فتح أحد الضحايا حقيبة قدمها مسعود كشميري. حسب «جريدة اطلاعات» في اليوم التالي للحادث، أدى الانفجار إلى تدمير الطابق الأول وإلحاق أضرار جزئية بالطابق الثاني من مبنى رئيس الوزراء الواقع في شارع الباستور. وقتل رجائي وباهنر مع بعض الشخصيات العسكرية والأمنية. وتم سحب الجثث المصابة من الأنقاض ونقلها إلى المستشفى. لم يتم الكشف عن هوية الجثث بسبب شدة الحرق وبعض من المعروفين إلا عن طريق علامات في أسنانهم.

### شخصيات بارزة قتلت
- محمد علي رجائي
- محمد جواد باهنر
- العقيد وحيد دستجردي، رئيس شرطة جمهورية إيران الإسلامية.
- عبد الحسين دفتريان[11]

### شخصيات بارزة أصيبت
- العقيد سيد موسى نامجو، وزير الدفاع وممثل الخميني في مجلس الدفاع الأعلى.
- العميد شرفخاه، نائب قائد القوات البرية.
- العقيد وصالي
- العقيد أخياني، رئيس أركان الدرك في جمهورية إيران الإسلامية
- الكولونيل كتيبائي، ممثل هيئة الأركان المشتركة.[3]

## المشتبه بهم
وكان هناك أكثر من 20 مشتبها بهم في قضية تفجير مكتب رئيس الوزراء في ذلك الوقت من بينهم مسعود كشميري (مفجر)، علي أكبر طهراني، محمد كاظم بيرو رضوي، خسرو قنبري طهراني، جواد قديري، محسن سازغارا، تقي محمدي، حبيب الله داداشي.

### مرتكب الجريمة
مسعود كشميري، سكرتير مكتب باهنر في ذلك الوقت، الذي انضمّ إلى مكتب رئيس الوزراء قبل عام، نفّذ التفجير. وقد أثبتت التحقيقات التي أجريت في وقت لاحق أن كشميري كان عميلا لمنظمة مجاهدي خلق، وهي منظمة يدعمها صدام حسين تحمل مسؤولية 17 ألف وفاة إيرانية خلال الحرب العراقية الإيرانية.
كان عبد الحسين دفتريان عالقا في المصعد بعد الانفجار واختنق هناك. اشترى مجاهدي خلق بعض الوقت لكشميري من خلال الشائعات بأن الرجل العالق في المصعد كان كيشميري. وعلى الرغم من اعتقال العديد من عملاء منظمة مجاهدي خلق وإعدامهم،  فرّ كشميري من البلاد باستخدام جواز سفر مزيف.

## أحداث مابعد انفجار
وعقب وفاة رجائي وباهنر، تم تشكيل مجلس رئاسي مؤقت وفقا للمادة 130 من الدستور الإيراني. وكان المجلس الرئاسي يتألف من آية الله أكبر هاشمي رفسنجاني، رئيس البرلمان آنذاك، وآية الله موسوي أردبيلي، رئيس المحكمة العليا آنذاك. أعلن عن خمسة أيام وطنية حداد واقترح على آية الله مهدوي كني إلى البرلمان كرئيس للوزراء المقبل. أجرت الحكومة الإيرانية انتخابات في 2 أكتوبر 1981 لاختيار خليفة لرجائي. فاز مهدى كنى بتصويت البرلمان على الثقة كرئيس للوزراء، من خلال الحصول على 178 صوتا مؤيدا، و 10 أصوات ضده، وامتناع 8 أعضاء عن التصويت على اجمالى 196 صوتا.